# Clovis Piérard
Pour les articles homonymes, voir Piérard.
Zéphyrin Clovis Piérard, alias Cépée, né le 18 novembre 1896 à Dinant et mort à Mons le 12 août 1974, est un homme politique belge libéral.
Piérard fut docteur en sciences politiques et sociales,  fonctionnaire, journaliste directeur de La Province de Mons, ainsi qu'auteur.
Il est élu sénateur provincial de la province de Hainaut (1946-1947).